# Contea di Donnybrook-Balingup
La contea di Donnybrook-Balingup è una delle dodici Local Government Areas che si trovano nella regione di South West, in Australia Occidentale. Essa si estende su di una superficie di circa 1.560 chilometri quadrati ed ha una popolazione di 4.741 abitanti.